# 蕭秀
蕭 秀（しょう しゅう、元徽3年（475年）- 天監17年2月7日（518年3月4日））は、南朝梁の皇族。安成康王。字は彦達。武帝蕭衍の弟にあたる。

## 経歴
蕭順之の七男として生まれた。12歳のときに生母の呉氏が亡くなると、蕭秀と同母弟の蕭憺は喪に服して何日も水分を取らなかったので、父の蕭順之が自ら粥を取って与えた。蕭順之はふたりの兄弟を哀れんで、子のなかった側室の陳氏にふたりの世話をさせると、陳氏は自ら生んだ子のようにふたりを育てた。蕭秀は成長すると、斉に仕えて著作佐郎となり、後軍法曹行参軍・太子舎人を歴任した。
永元年間、長兄の蕭懿が崔慧景を討って尚書令となり、四兄の蕭暢が衛尉となって、兄たちは高位に上った。斉の東昏侯は遊興に明け暮れ、人事に節度がなかった。人々は挙兵して廃立をおこなうよう蕭懿に勧めたが、蕭懿は聞き入れなかった。東昏侯の側近たちは蕭懿の勲功の高さを憎み、廃立をたくらんでいるものとみなして、蕭懿を讒言して陥れた。蕭秀の兄弟たちはみな備えをしていたため、蕭懿が処断されると、六兄の蕭宏以下の諸弟や甥たちはおのおの逃亡できた。その逃亡先も建康を出るものではなかったが、ほとんど発覚せず、五兄の蕭融だけが禍にかかった。
三兄の蕭衍の東征軍が新林に入ると、蕭秀は兄弟たちとともに建康を脱出して蕭衍のもとに駆けつけた。蕭秀は蕭衍により輔国将軍の号を与えられた。東昏侯の弟の晋熙王蕭宝嵩が南徐州刺史として京口に駐屯しており、蕭衍に降伏を申し出ると、蕭秀は蕭衍の命を受けて京口に進駐し、冠軍長史・南東海郡太守となった。建康が平定されると、輔国将軍のまま使持節・都督南徐兗二州諸軍事・南徐州刺史となった。京口は崔慧景の乱以来、戦乱が続いて民衆が離散し荒廃していたが、蕭秀は人々を呼び集め、私財を割いて飢民に施したため、救われた者が多かった。
天監元年（502年）、征虜将軍に進み、安成郡王に封じられた。天監2年（503年）、征虜将軍のまま領石頭戍事をつとめ、散騎常侍の位を加えられた。天監3年（504年）、右将軍に進んだ。天監5年（506年）、領軍・中書令の任を加えられた。
天監6年（507年）、使持節・都督江州諸軍事・平南将軍・江州刺史として出向した。天監7年（508年）、義母の陳太妃が亡くなって喪に服したが、武帝の命によりそのまま江州の事務を続けた。5月、都督荊湘雍益寧南北梁南北秦州九州諸軍事・平西将軍・荊州刺史に転じた。7月、安西将軍の号を受けた。荊州に学校を立て、隠逸を招いた。
北魏の懸瓠の城民の白早生が反乱を起こし、豫州刺史の司馬悦を殺し、梁の司州刺史の馬仙琕を引き入れると、馬仙琕は荊州に応援を求めた。荊州の諸官は朝廷の命令を待つよう勧めたが、蕭秀は応急の処置が必要だとして、すぐさま兵を派遣した。ときに巴陵郡の馬営蛮が長江沿岸で活動しており、後軍司馬の高江産が郢州の軍を率いてこれを攻撃したが敗れた。高江産が敗死すると、馬営蛮は勢力を拡大した。蕭秀は防閤の文熾に兵を与えてこれを攻撃させた。文熾は林木を焼いて、馬営蛮の用いていた小さな通路を遮断し、馬営蛮に地の利を失わせると、1年ほどで州境の反乱勢力は根絶され、長江の交通は回復した。荊州で水害が発生して、民間の農地に被害が及ぶと、蕭秀は穀物2万斛を供出して振る舞った。
天監11年（512年）12月、建康に召還されて侍中・中衛将軍となり、宗正卿・石頭戍事を兼ねた。天監13年（514年）1月、使持節・散騎常侍・都督郢司霍三州諸軍事・安西将軍・郢州刺史として出向した。当時の郢州は貧しく、婦人を労役に供するほど疲弊していたが、蕭秀が赴任すると、官の冗費を節減して、民衆の負担を軽くした。ときに司州で少数民族の田魯生が反抗していたが、その弟の田魯賢や田超秀とともに蒙籠で梁に降った。武帝は田魯生を北司州刺史とし、田魯賢を北豫州刺史とし、田超秀を定州刺史として、北方国境の防備を任せた。しかし田魯賢と田超秀は仲が悪く、互いに誹謗しあっていた。蕭秀がかれらを宥めて、任用に耐えるよう調停した。
天監16年（517年）7月、使持節・都督雍梁南北秦四州郢州之竟陵司州之隨郡諸軍事・鎮北将軍・寧蛮校尉・雍州刺史に転じた。
天監17年2月癸巳（518年3月4日）、赴任途中に竟陵郡の石梵で死去した。享年は44。侍中・司空の位を追贈された。諡は康といった。

## 子女
- 蕭機（安成煬王、湘州刺史）
- 蕭推（南浦侯）
- 蕭撝（永豊侯、益州刺史）

## 伝記資料
- 『梁書』巻22 列伝第16
- 『南史』巻52 列伝第42